# Hadula distincta
Hadula distincta là một loài bướm đêm trong họ Noctuidae.